# Vittjärnarna (Lycksele socken, Lappland, 718739-166420)
Vittjärnarna är en sjö i Lycksele kommun och Vindelns kommun i Lappland och ingår i Umeälvens huvudavrinningsområde. Sjön har en area på 0,161 kvadratkilometer och ligger 236,3 meter över havet. Vid provfiske har abborre, gädda och mört fångats i sjön.

## Delavrinningsområde
Vittjärnarna ingår i det delavrinningsområde (718888-166420) som SMHI kallar för Utloppet av Ajaurkalven. Medelhöjden är 259 meter över havet och ytan är 14,47 kvadratkilometer. Räknas de 25 avrinningsområdena uppströms in blir den ackumulerade arean 332,42 kvadratkilometer. Åman som avvattnar avrinningsområdet har biflödesordning 3, vilket innebär att vattnet flödar genom totalt 3 vattendrag innan det når havet efter 176 kilometer. Avrinningsområdet består mestadels av skog (75 procent). Avrinningsområdet har 2,28 kvadratkilometer vattenytor vilket ger det en sjöprocent på 15,8 procent.